# Fan sasaeng
En la cultura surcoreana, un sasaeng (en coreano, 사생; en hanja, 私生) o sasaeng fan (en coreano, 사생팬; en hanja, 私生팬) es un seguidor obsesivo de un ídolo coreano u otra figura pública, que ha participado en acecho u otros comportamientos cuestionables que constituye una invasión de la privacidad del ídolo o figura pública.
Según estimaciones de los gerentes de celebridades en los medios surcoreanos, las celebridades populares de Corea del Sur pueden contar con entre quinientos y mil seguidores sasaeng, y ser perseguidos activamente por alrededor de cien sasaeng todos los días. Estos sasaeng son comúnmente descritas como mujeres de entre 13 y 22 años, y su comportamiento a menudo se considera cercano a actos delictivos en su afán de llamar la atención de las celebridades. Algunos ejemplos de estos actos incluyen acechar a las celebridades en sus dormitorios o casas, difundir rumores falsos, robar sus pertenencias personales o información, acosar a miembros de su familia y enviar regalos inapropiados, como lencería, a los ídolos.

## Etimología
El término sasaeng deriva de la fusión de las palabras sa (사, 私) ‘privado’ y saeng (생, 生) ‘vida’, en referencia a los aficionados que inmiscuyen a la vida privada de las celebridades.

## Antecedentes
Aunque el término sasaeng se acuñó mucho más tarde, el comportamiento obsesivo y disruptivo de los seguidores que designa surgió con el surgimiento de grupos de ídolo de pop coreano y sus fanaticadas (en inglés, fandoms) en la década de 1990, como lo señaló el periódico local en inglés Korea JoongAng Daily en 2001. Hay relatos de dicho comportamiento de los seguidores antes de la era digital de veteranos de la industria y miembros de grupos de pop coreano de la primera generación como H.O.T. y g.o.d. Con el rápido desarrollo de la industria de la cultura popular surcoreana y la difusión de la ola coreana a nivel internacional en la década de 2000 y en las últimas décadas, también se ha visto en el extranjero un comportamiento extremo y disruptivo de los seguidores hacia los ídolos y celebridades surcoreanos.

## Algunos incidentes
El 8 de marzo de 2012, la banda de chicos JYJ, se enfrentaron a objetivos particulares de sasaeng, realizaron una conferencia de prensa en la ciudad de Santiago de Chile, abordando la controversia sobre archivos de audio que se obtuvieron en 2009, en el cual se escucharon a dos miembros insultar y golpear a fanáticos que los siguieron. Durante la rueda de prensa, Park Yoo-chun dijo que el grupo había sido seguido por los aficionados sasaeng durante ocho años (desde que estaban en el grupo anterior TVXQ), diciendo que «se sentía como en la prisión», mientras Xiah Junsu menciona incidentes donde las llamadas de teléfono privadas había sido aprovechadas, rastreadores GPS habían sido colocados en sus coches, y los aficionados irrumpiendo sus vidas privadas. Los miembros emitieron una disculpa por haber sidos arremetidos por los seguidores.
Elizabeth Soh de Yahoo! Singapur informó que, según los administradores, las estrellas surcoreanas populares pueden tener «al menos cien acosadores a tiempo completo en sus talones» en cualquier momento, con algunos aficionados que contratan a taxistas que atienden específicamente a aquellos que quieran seguir a sus ídolos.
La banda Super Junior también ha sido blanco; durante su Super Show 3 Tour en Singapur en 2011 se informó de que eran perseguidos por ocho vehículos de seguidores sasaeng, lo que finalmente provocó un accidente de tráfico.

## Respuesta legal
En febrero de 2011, una nueva cláusula según los informes, añadió una Ley de ofensas menores de Corea del Sur, con el objetivo de proteger a los ídolos de los fanáticos entusiastas. Esto fue modificado en marzo de 2013 por lo que la condena del acecho daría lugar a una multa de 80 000 wones (72 dólares estadounidenses).
Una nueva ley en febrero de 2016 vio la pena por acoso subida a unos 20 000 000 wones (17 000 dólares estadounidenses), así como una posible sentencia de cárcel de dos años.